# Costa Mediterranea
Le Costa Mediterranea est un navire de croisière appartenant à la société Costa Croisières 
du groupe leader mondial des croisières la Carnival corporation & PLC.

C'est un navire de classe Spirit.

## Histoire
Immatriculé sous pavillon "bis" italien, (2d Régistre), le Costa Mediterranea comptait 551 membres d'équipage n'appartenant pas à la Communauté Européenne, lors de son armement initial.
Ce navire est l'unique "sister-ship" du Costa Atlantica mis en service trois années auparavant.
À partir de 2021, il quitte à son tour la flotte Costa. Il rejoint la compagnie  CSSC Carnival Cruise Shipping Limited et rejoindra donc son sister-ship le Costa Atlantica. Les deux navires gardent la livrée Costa jusqu’à nouvel ordre.

## Galerie

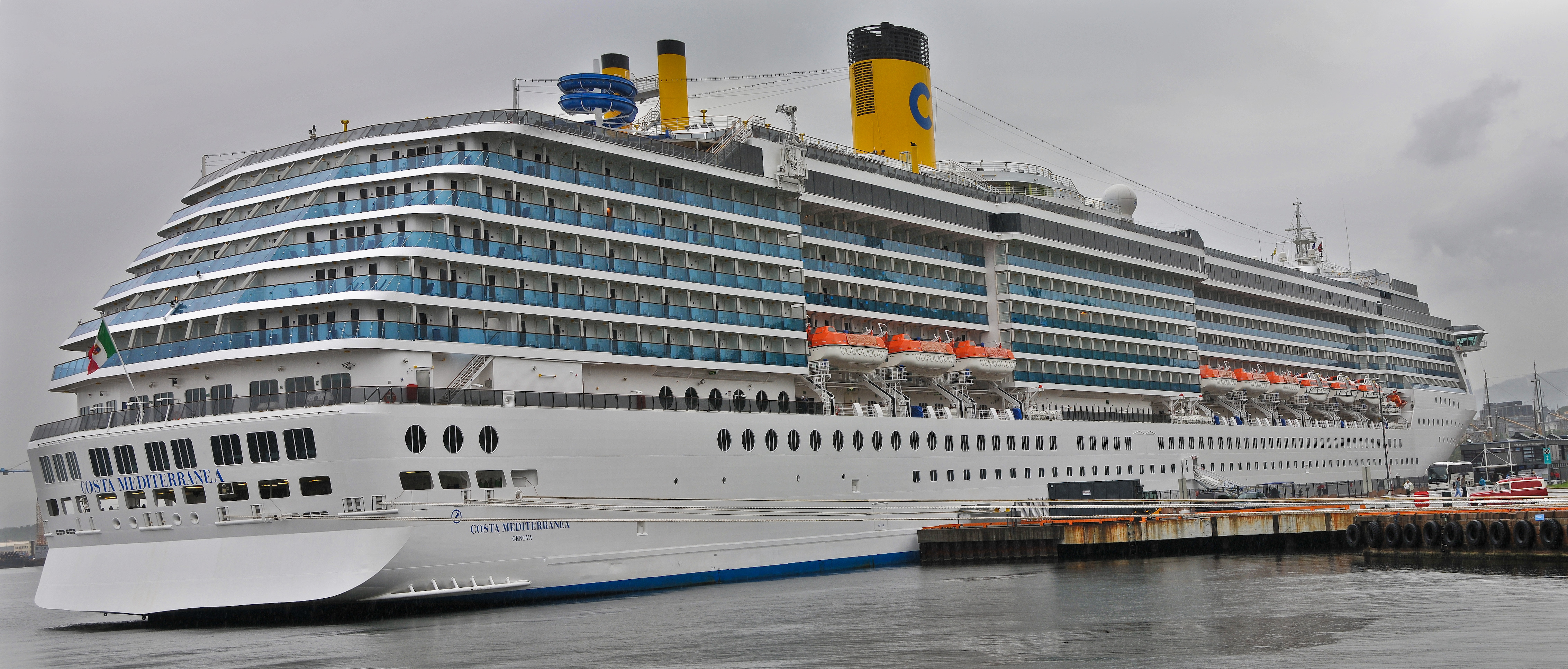
Le Costa Mediterranea
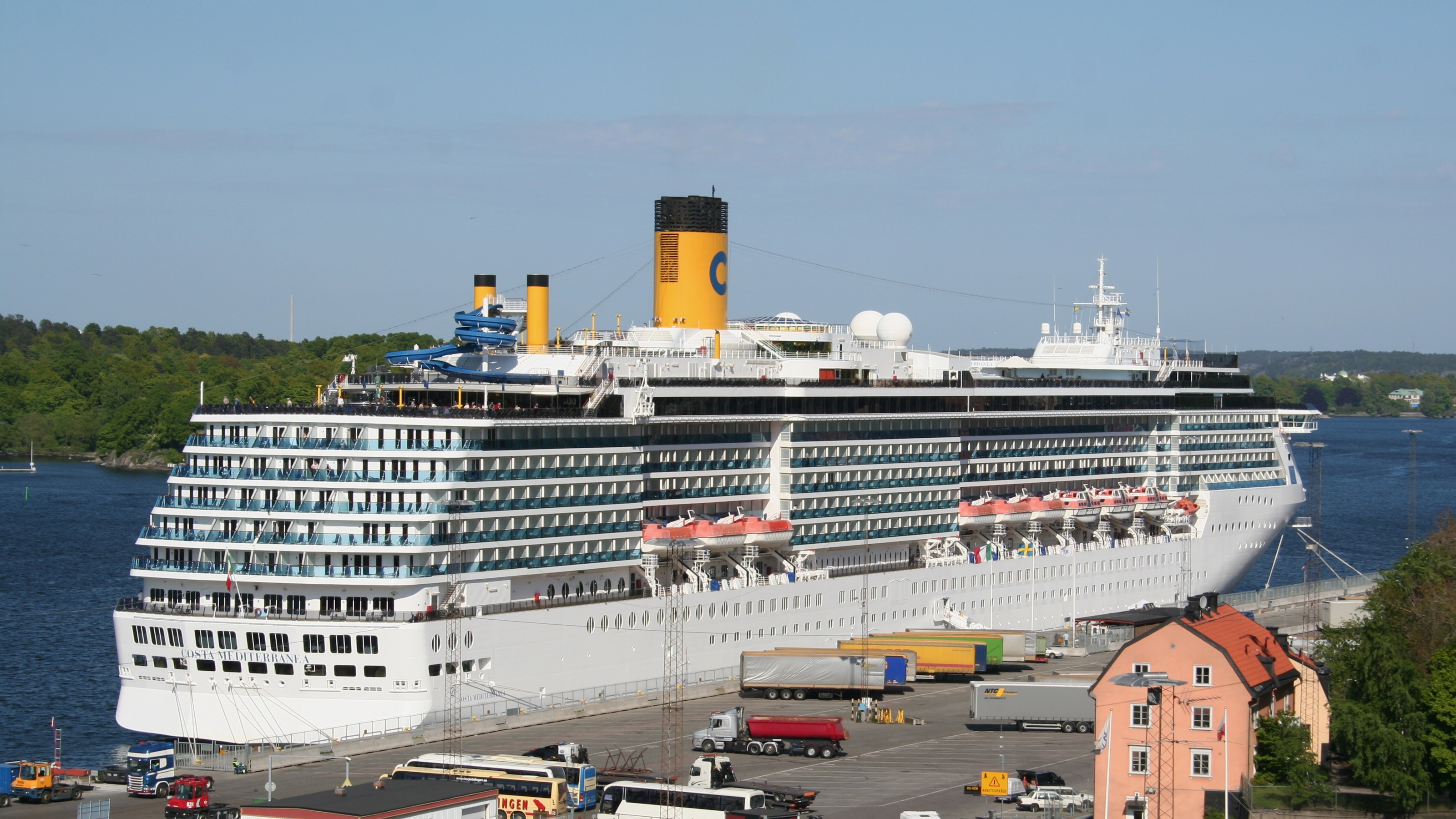
Le Costa Mediterranea
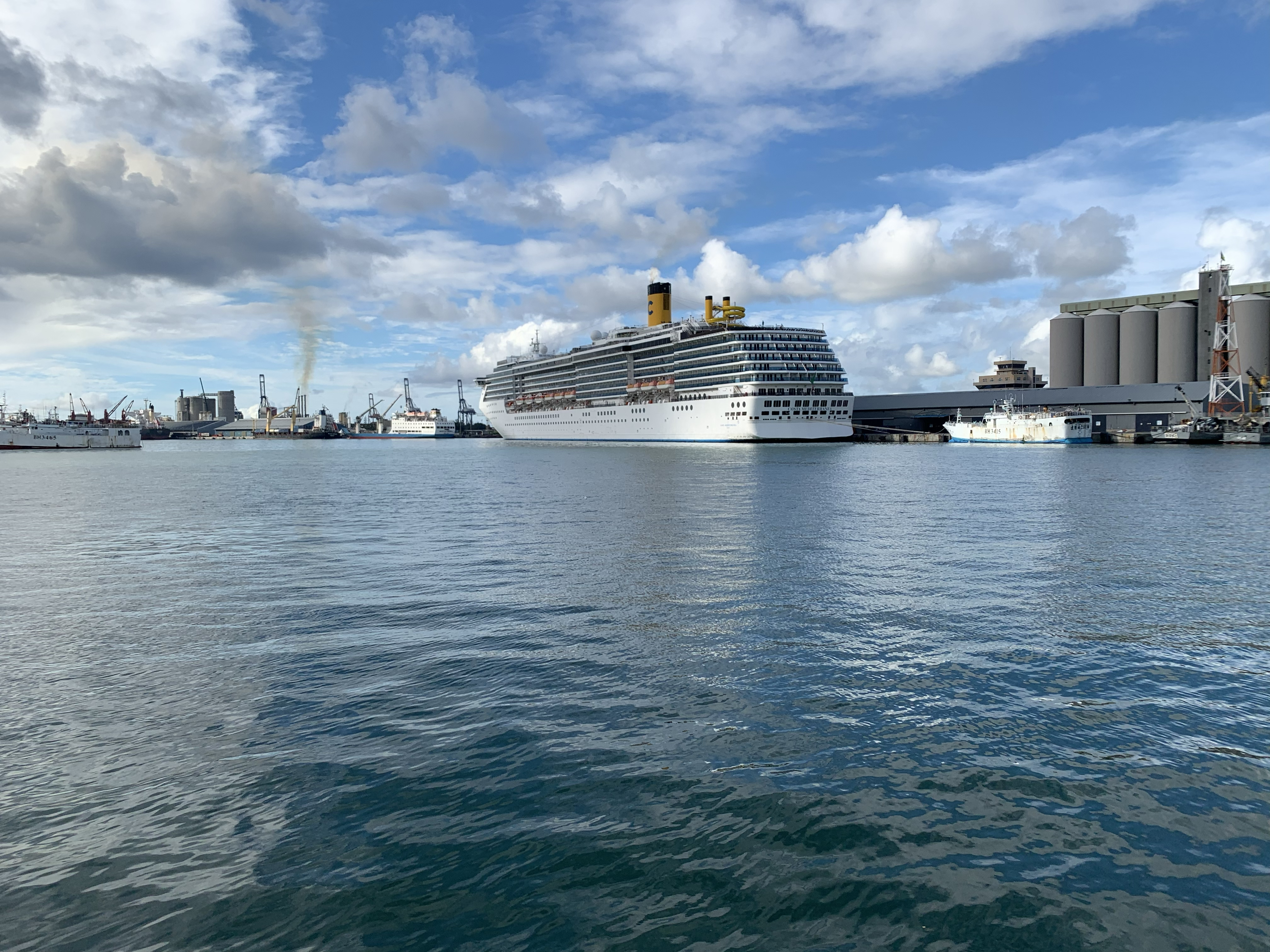
Le Costa Mediterranea à Port-Louis (Maurice).

## Sources
- (en) Cet article est partiellement ou en totalité issu de l’article de Wikipédia en anglais intitulé « Costa Mediterranea » (voir la liste des auteurs).